# Castilia griseobasalis
Castilia griseobasalis är en fjärilsart som beskrevs av Johannes Karl Max Röber 1914. Castilia griseobasalis ingår i släktet Castilia och familjen praktfjärilar. Inga underarter finns listade i Catalogue of Life.